# Vylkove
Vylkove, ook geschreven als Vilkovo (Roemeens: Valcov, Oekraïens: Вилкове, Russisch: Вилково), is een stadje aan de Chilia-arm van de Donau, in het Oekraïense deel van de Donaudelta.
Het stadje telt zo'n 9500 inwoners, voornamelijk Lipovanen, oudgelovigen van Russische herkomst. Er zijn drie kerken, waarvan twee van de oudgelovigen. Twee kerken zijn vernoemd naar Nicolaas van Myra, de beschermheilige van de vissers; de derde is de Christus Geboortekerk. In de volksmond wordt Vylkove het Venetië van Oekraïne of het Venetië van de Delta genoemd vanwege zijn drie kerktorens die vanaf de Donau goed te zien zijn en de vele smalle waterwegen. In werkelijkheid lijkt het stadje meer op het Nederlandse Giethoorn: ook hier treffen we talloze slootjes met bruggetjes naar de iets hoger gelegen huizen. De huizen zijn grotendeels opgetrokken uit leem en hebben een erf waarop kippen worden gehouden, en een moestuin voor eigen gebruik.
Belangrijkste bron van inkomsten is de visserij, alhoewel deze de laatste 50 jaar sterk is teruggelopen. Er bestaan beelden van de jaren '40 waarin te zien is hoe de vis in tonnetjes werd verscheept naar Moskou en het toenmalige Leningrad. Dat is verleden tijd nu de steur bijna niet meer voorkomt en bovendien beschermd is. Ter vervanging is de aardbeienteelt sterk in opkomst.
Vylkove is alleen goed bereikbaar vanuit Odessa in Oekraïne, nu de Chilia-arm de buitengrens is geworden van de Europese Unie. De stad ligt in het sinds 1998 bestaande Biosfeerreservaat Donaudelta en het Wereldnatuurfonds heeft een kantoor in Vylkove dat onder andere tochten over de Donau voor ecotoeristen organiseert naar de pelikanenreservaten.